# Anke Bennholdt-Thomsen
Anke Bennholdt-Thomsen (* 1937 in Frankfurt am Main) ist eine deutsche Germanistin.

## Leben
Sie studierte Germanistik und Griechisch in Tübingen, Köln, Zürich, Göttingen und Berlin (FU). Nach der Promotion 1965 war sie wissenschaftliche Assistentin (Berlin, FU 1965–1970) und Habilitationsstipendiatin der Deutschen Forschungsgemeinschaft (1970–1972). Nach der Habilitation 1972 war sie Hochschullehrerin (Berlin seit 1972). Ihre Arbeitsschwerpunkte sind Literaturtheorie, Literaturwissenschaft und Psychoanalyse, Literaturgeschichte des Asozialen, Theorie und Geschichte des Briefs und Lyrik (insbes. Hölderlin und nach 1945). 2008 wurde unter dem Dach der Schillerstiftung die Anke-Bennholdt-Thomsen-Stiftung eingerichtet, die den Anke Bennholdt-Thomsen-Lyrikpreis verleiht.

## Schriften (Auswahl)
- Stern und Blume. Untersuchungen zur Sprachauffassung Hölderlins. Bonn 1967.
- Nietzsches „Also sprach Zarathustra“ als literarisches Phänomen. Eine Revision. Frankfurt am Main 1974.
- mit Alfredo Guzzoni: Der „Asoziale“ in der Literatur um 1800. Königstein 1979.
- mit Alfredo Guzzoni: Gelehrsamkeit und Leidenschaft. Das Leben der Ernestine Christine Reiske. 1735–1798. München 1992.